# 新瀆
新瀆，現在又稱新瀆村，一個自然村落，居民以瞿姓為主，屬中國江蘇省宜興市周鐵鎮（原洋溪鎮），位於太湖西濱，南臨中準瀆，北接北準瀆，東臨太湖。
新瀆位于太湖平原，土地肥沃，水網密集，此地居民原來絕大部分務農，從20世紀九十年代起，隨著鄉鎮企業的發展，大部分年輕人成爲工人或者經商。村内有新渎桥，为平板桥，1994年重建，为渎区官路桥。